# عادة سيئة

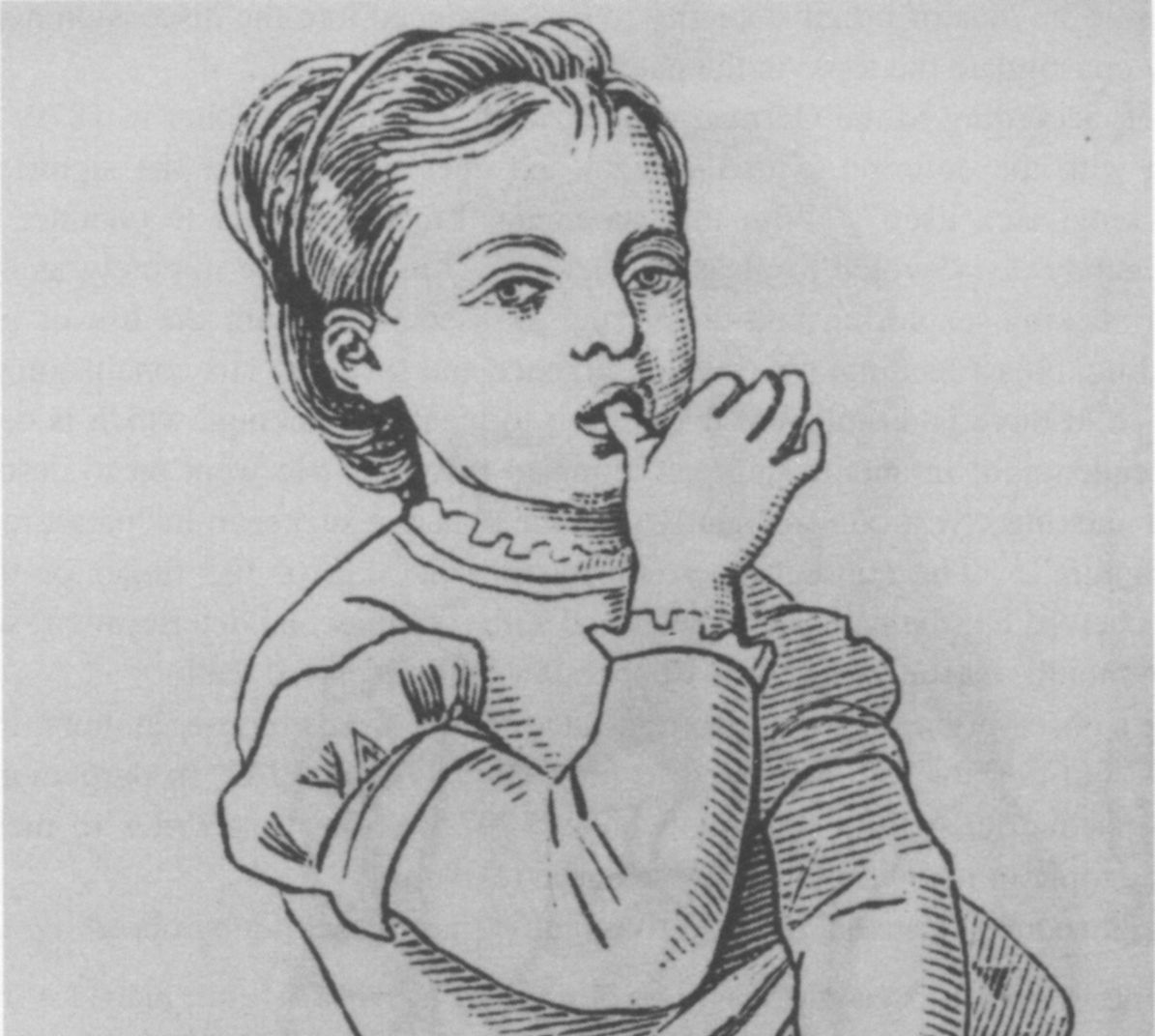
مص الإبهام بشكل مستمر لدى الأطفال تعتبر عادة سيئة، كما أنها قد تؤثر على تطور الأسنان.

العادة السيئة (بالإنجليزية: Bad habit)‏ هي نمط سلوكي سلبي. ومن الأمثلة الشائعة عليها: التسويف، التبذير، قضم الأظافر، وإضاعة الوقت في مشاهدة التلفاز.

## تطور العادة السيئة
ليس من الخطأ الاعتقاد بأن التخلص من العادة السيئة يحتاج في المتوسط إلى 66 يوماً. لكن الوقت اللازم للتخلص من عادة سيئة ما يتراوح بشكل عام ما بين 18 و 254 يوماً.

## الرغبة والنوايا
العامل الأساسي في التمييز بين العادة السيئة والإدمان هي ضبط النفس.